# Acacia flexicaulis
Acacia flexicaulis é uma espécie de leguminosa do gênero Acacia, pertencente à família Fabaceae.